# Cebrella matanga
Cebrella matanga is een vlinder uit de familie van de Lycaenidae. De wetenschappelijke naam van de soort is voor het eerst gepubliceerd in 1911 door Thomas Algernon Chapman.
De soort komt voor in Maleisië (Sarawak).